# Oględa
Oględa – wieś w Polsce położona w województwie mazowieckim, w powiecie przasnyskim, w gminie Przasnysz. Ma status sołectwa.
W latach 1975–1998 miejscowość administracyjnie należała do województwa ostrołęckiego.
Wierni kościoła rzymskokatolickiego należą do parafii św. Wojciecha w Przasnyszu.